# Cristo de Vung Tau
Cristo de Vung Tau (en vietnamita: Tượng Chúa Kitô Vua, literalmente en español: Estatua de Cristo Rey) es una estatua de Jesús, de pie sobre el monte Nho en Vung Tau, en la provincia de Ba Ria-Vung Tau, Vietnam. La Asociación Católica local construyó la estatua desde 1974 y fue terminada en 1993. 
Se trata de una estatua de 32 metros (105 pies) de alto, de pie en una plataforma alta de 4 metros (13 pies), para un monumento que en total alcanza los 36 metros (118 pies) de altura con dos brazos extendidos que tienen unos 18,3 metros (60 pies). Hay una escalera de 133 pasos dentro de la estatua.